# Medaillenspiegel der Olympischen Winterspiele 2010
Diese Tabelle zeigt den Medaillenspiegel der Olympischen Winterspiele 2010 in Vancouver. Die Platzierungen sind nach der Anzahl der gewonnenen Goldmedaillen sortiert, gefolgt von der Anzahl der Silber- und Bronzemedaillen. Weisen zwei oder mehr Länder eine identische Medaillenbilanz auf, werden sie alphabetisch geordnet auf dem gleichen Rang geführt. Dies entspricht dem System, das vom Internationalen Olympischen Komitee (IOC) verwendet wird.
Beim Biathlon wurden im Einzelrennen der Männer über 20 km zwei Silbermedaillen, jedoch keine Bronzemedaille vergeben.

## Medaillenspiegel
| Platz | Mannschaft                | Gold | Silber | Bronze | Gesamt |
| ----- | ------------------------- | ---- | ------ | ------ | ------ |
| 01    | Kanada (CAN)              | 14   | 7      | 5      | 26     |
| 02    | Deutschland (GER)         | 10   | 13     | 7      | 30     |
| 03    | Vereinigte Staaten (USA)  | 9    | 15     | 13     | 37     |
| 04    | Norwegen (NOR)            | 9    | 8      | 6      | 23     |
| 05    | Südkorea (KOR)            | 6    | 6      | 2      | 14     |
| 06    | Schweiz (SUI)             | 6    | —      | 3      | 9      |
| 07    | Schweden (SWE)            | 5    | 2      | 4      | 11     |
| 0     | Volksrepublik China (CHN) | 5    | 2      | 4      | 11     |
| 09    | Österreich (AUT)          | 4    | 6      | 6      | 16     |
| 10    | Niederlande (NLD)         | 4    | 1      | 3      | 8      |
| 11    | Russland (RUS)            | 3    | 5      | 7      | 15     |
| 12    | Frankreich (FRA)          | 2    | 3      | 6      | 11     |
| 13    | Australien (AUS)          | 2    | 1      | —      | 3      |
| 14    | Tschechien (CZE)          | 2    | —      | 4      | 6      |
| 15    | Polen (POL)               | 1    | 3      | 2      | 6      |
| 16    | Italien (ITA)             | 1    | 1      | 3      | 5      |
| 17    | Slowakei (SVK)            | 1    | 1      | 1      | 3      |
| 0     | Belarus (BLR)             | 1    | 1      | 1      | 3      |
| 19    | Großbritannien (GBR)      | 1    | —      | —      | 1      |
| 20    | Japan (JPN)               | —    | 3      | 2      | 5      |
| 21    | Kroatien (CRO)            | —    | 2      | 1      | 3      |
| 0     | Slowenien (SVN)           | —    | 2      | 1      | 3      |
| 23    | Lettland (LAT)            | —    | 2      | —      | 2      |
| 24    | Finnland (FIN)            | —    | 1      | 4      | 5      |
| 25    | Estland (EST)             | —    | 1      | —      | 1      |
| 0     | Kasachstan (KAZ)          | —    | 1      | —      | 1      |
|       | Gesamt                    | 86   | 87     | 85     | 258    |